# اوبرنویکیرشن، اتریش
اوبرنویکیرشن (به آلمانی: Oberneukirchen) یک منطقهٔ مسکونی در اتریش است که در ناحیه اورفار اومگبونگ واقع شده‌است. اوبرنویکیرشن ۳۵ کیلومتر مربع مساحت دارد ۷۷۴ متر بالاتر از سطح دریا واقع شده‌است.